# Cotesia setebis
Cotesia setebis är en stekelart som först beskrevs av Nixon 1974.  Cotesia setebis ingår i släktet Cotesia och familjen bracksteklar. Arten är reproducerande i Sverige. Inga underarter finns listade i Catalogue of Life.